# Торлония
Торлония (на италиански: Torlonia) – фамилия търговци на платове на Площад Испания в Рим, притежаваща силни социални връзки, създадени от търговия и една малка банка. Един от последните римски родове, спечелили херцогска титла. Торлония почти от нулата се превръщат в една от най-крупните фамилии в Италия. Богатството им е толкова голямо и демонстративно, че в италианския език думата „торлония“ се превръща в синоним на несметно богатство. Дават начало на фамилията Торлония-Боргезе.

## Представители
- Джовани Торлония (1754-1829)
- Марино Торлония (1796-1865)
- Карло Торлония (1798-1848)
- Алесандро Торлония (1800-1886)
- Леополдо Торлония (1853 – 1918)